# Lorrie Fair
Lorrie Fair, född den 5 augusti 1978 i Los Altos, Kalifornien, är en amerikansk fotbollsspelare. Vid fotbollsturneringen under OS 2000 i Sydney deltog hon i det amerikanska lag som tog silver. 